# Gökırmak
El riu Gökırmak o Gök, a l'antiguitat conegut com a Àmnies o Amneu (grec antic: Ἀμνίας o Ἀμνειός), és un riu afluent esquerre del riu Kızılırmak, al nord de Turquia.
Gökırmak significa 'riu blau'. Flueix en direcció predominant cap a l'est a través de les províncies de Kastamonu i Sinope. El Gökırmak discorre entre les serralades Küre Dağları al nord i Ilgaz Dağları al sud. Passa per les ciutats de Kastamonu i Taşköprü. A l'est de Durağan, el Gökırmak desemboca finalment al Kızılırmak per sota de la presa de Boyabat. El Gökırmak té una longitud de 221 km.

## Història
La batalla del riu Àmnies es va lliurar el 89 aC entre Mitridates VI del Pont i Nicomedes IV de Bitínia durant la Primera Guerra Mitridàtica.